# Les Histoires du Kronen
Pour plus de détails, voir Fiche technique et Distribution.
Les Histoires du Kronen (Historias del Kronen) est un film espagnol réalisé par Montxo Armendáriz, sorti en 1995.
C'est l'adaptation du roman du même nom de José Ángel Mañas.

## Synopsis
Carlos, Roberto, Pedro et Manolo forment un groupe d'amis d'une vingtaine d'années. Ils se retrouvent souvent dans le bar Kronen, où Manolo travaille comme serveur.

## Fiche technique
- Titre original : Historias del Kronen
- Titre français : Les Histoires du Kronen
- Réalisation : Montxo Armendáriz
- Scénario : Montxo Armendáriz et José Ángel Mañas
- Décors : Julio Esteban
- Costumes : Maiki Marín
- Photographie : Alfredo Mayo
- Montage : Rosario Sáinz de Rozas
- Pays d'origine : Espagne
- Format : Couleurs - 35 mm - 1,66:1
- Genre : drame
- Durée : 95 minutes
- Dates de sortie :
  - Espagne : 28 avril 1995
  - France : mai 1995 (Festival de Cannes 1995), 25 février 1998 (sortie nationale)

## Distribution
- Juan Diego Botto : Carlos
- Jordi Mollà : Roberto
- Núria Prims : Amalia
- Aitor Merino : Pedro
- Armando del Río : Manolo
- Diana Gálvez : Silvia
- Iñaki Méndez : Miguel
- Mercedes Sampietro : mère de Carlos
- André Falcon : grand-père de Carlos
- Josep Maria Pou : père de Carlos
- Cayetana Guillén Cuervo : sœur de Carlos
- Mary González : tante de Carlos
- Pilar Castro : Nuria
- Eduardo Noriega : jeune qui se bat

## Distinctions

### Récompense
- Prix Goya 1996 : Prix Goya du meilleur scénario adapté

### Sélection
- Festival de Cannes 1995 : sélection en compétition